# VAPA
VAPA (англ. VAMP associated protein A) – білок, який кодується однойменним геном, розташованим у людей на короткому плечі 18-ї хромосоми. Довжина поліпептидного ланцюга білка становить 249 амінокислот, а молекулярна маса — 27 893.
| 10         |  | 20         |  | 30         |  | 40         |  | 50         |
| ---------- |  | ---------- |  | ---------- |  | ---------- |  | ---------- |
| MASASGAMAK |  | HEQILVLDPP |  | TDLKFKGPFT |  | DVVTTNLKLR |  | NPSDRKVCFK |
| VKTTAPRRYC |  | VRPNSGIIDP |  | GSTVTVSVML |  | QPFDYDPNEK |  | SKHKFMVQTI |
| FAPPNTSDME |  | AVWKEAKPDE |  | LMDSKLRCVF |  | EMPNENDKLN |  | DMEPSKAVPL |
| NASKQDGPMP |  | KPHSVSLNDT |  | ETRKLMEECK |  | RLQGEMMKLS |  | EENRHLRDEG |
| LRLRKVAHSD |  | KPGSTSTASF |  | RDNVTSPLPS |  | LLVVIAAIFI |  | GFFLGKFIL  |

A: Аланін

C: Цистеїн

D: Аспарагінова кислота

E: Глутамінова кислота

F: Фенілаланін

G: Гліцин

H: Гістидин

I: Ізолейцин

K: Лізин

L: Лейцин

M: Метіонін

N: Аспарагін

P: Пролін

Q: Глутамін

R: Аргінін

S: Серин

T: Треонін

V: Валін

W: Триптофан

Кодований геном білок за функцією належить до фосфопротеїнів. 
Задіяний у таких біологічних процесах, як ацетилювання, альтернативний сплайсинг. 
Локалізований у клітинній мембрані, ядрі, мембрані, клітинних контактах, ендоплазматичному ретикулумі, щільних контактах.